# Куартейра
Куарт́ейра (порт. Quarteira, МФА: [kwɐɾ'teiɾɐ]) — туристичне місто та муніципальна громада на південному узбережжі Португалії, у адміністративному окрузі Фару, у районі (муніципалітет) Лоле. Населення — 16,1 тис. осіб (2001), площа — 37,78 км².
За колишнім адміністративним поділом місто належало до провінції Алгарве — сьогодні це однойменний регіон і субрегіон.

## Історія
Муніципальну громаду Куартейри було утворено португальським королем Доном Дінішем І ще 15 листопада 1297 року як рибальське поселення на узбережжі Атлантичного океану. Вже у 15 столітті за часів короля Дона Жуау I робляться перші спроби вирощування цукрової тростини в регіоні. Статус селища Куартейра отримала з 28 червня 1984 року, міста — з 13 травня 1999 року.

## Туризм

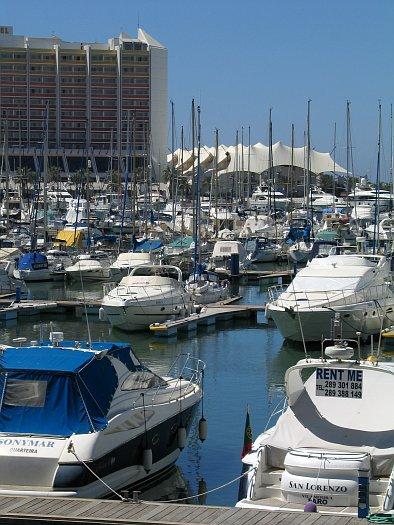
Гавань Віламоури

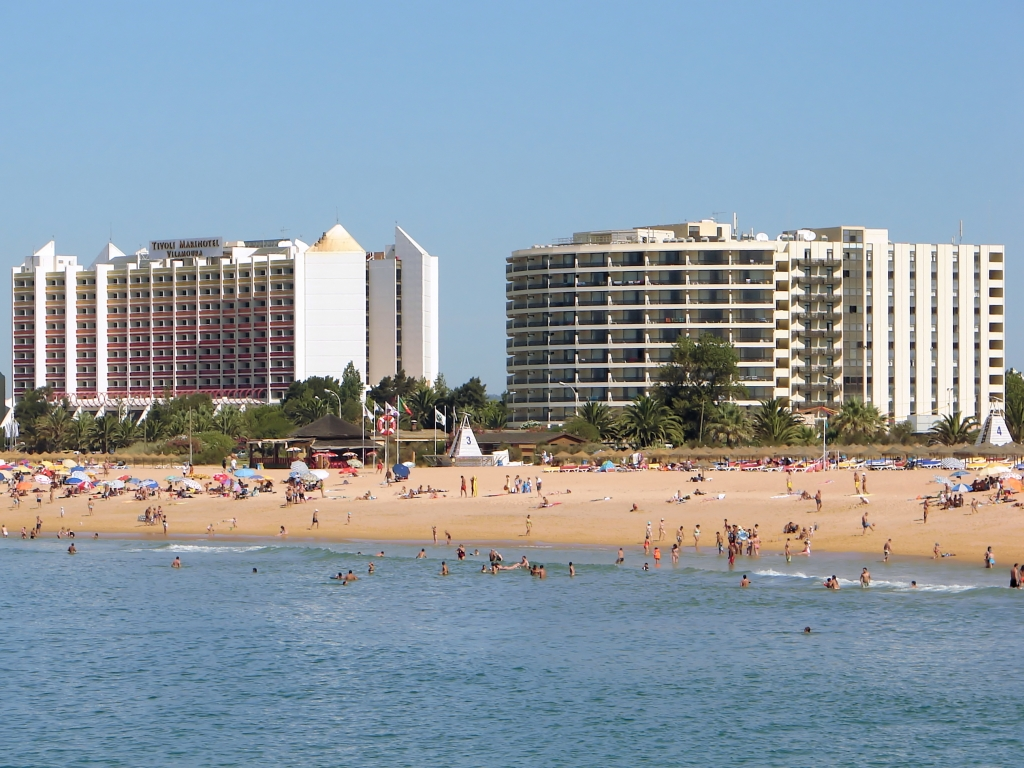
Готелі Віламоури

Важливий туристичний центр півдня Португалії з 60-х років 20 століття, завдяки своїм піщаним пляжам (у т.ч. понад 2 км пляжу відміченого за якісними показниками «синім прапорцем») і унікальному клімату. Найбільший пляж міста Куартейри порт. Praia de Quarteira проходить паралельно центральній набережній, що у літні місяці є одним з найлюдніших місць у регіоні.
Саме на території муніципальної громади Куартейри знаходиться один з найбільших у Європі туристичних комплексів — Віламоура (порт. Vilamoura), де побудовані десятки чотирьох- та п'ятизіркових готелів на загальній площі 1,6 тис. га з морським портом і гаванню для яхт. Започаткований у 1960-х роках, комплекс умовно поділяється на дві частини: житлову та частину виключно туристичного призначення. Там же знаходиться п'ять високоякісних полів для гольфу, які відвідують переважно англійські туристи не лише у літні місяці, але і протягом усього року. Має також аквапарк «Aquashow», декілька дискотек, казино, тенісні корти та чудові умови для практикування сучасних водних видів спорту: дайвінгу, водного мотоциклу (Jet Ski) та віндсерфінгу. З 2005 року належить іспанській групі «Prasa».
Серед архітектурних пам'яток Куартейри особливий інтерес викликає старовинна церква збудована у 17 столітті та декілька старовинних будинків у центральній частині міста, а неподалік Віламоури — залишки колонії часів Римської імперії (порт. Ruínas romanas do Cerro da Vila) цікаві насамперед своєю 2000-літньою мозаїкою.
Для отримання безкоштовної туристичної інформації на території муніципальної громади існує інформаційний центр, що розміщений за адресою порт. Posto de Turismo de Quarteira, Praça do Mar, 8125 - 156  Quarteira

## Економіка і транспорт
Економіка міста та муніципальної громади представлена туризмом та послугами. Транспротна мережа з'єднана з головними автомобільними дорогами атлантичного узбережжя регіону, зокрема з національною автомобільною дорогою N-125 та швидкісною автомагістраллю A-22 (відоміша як «Via do Infante»).